# Christopher Fairbank
Christopher Fairbank (* 4. Oktober 1953 in London) ist ein britischer Schauspieler.

## Leben
Christopher Fairbank hat in etlichen britischen Fernsehserien mitgespielt. Bekannt wurde er in der Rolle des Gipsers Albert Arthur Moxey in Auf Wiedersehen, Pet – einer britischen Tragikomödie-Serie über das Leben der Wanderarbeiter auf einer deutschen Baustelle. Die 13 Folgen der 1. Staffel erschienen von November 1983 bis Februar 1984. Fairbank hat auch Sprechrollen für mehrere Trickfilme und Computerspiele übernommen, zudem ist er auf dem Album Batman (1989) von Prince zu hören.

## Filmografie (Auswahl)
- 1979: Die Profis (The Professionals, Fernsehserie, 1 Folge)
- 1979: Das Geheimnis der Agatha Christie (Agatha) – Regie: Michael Apted
- 1982: How Many Miles to Babylon? (Fernsehfilm) – Regie: Moira Armstrong
- 1982: Sapphire & Steel (Fernsehserie, 4 Folgen)
- 1985: Mord mit doppeltem Boden (Murder with Mirrors, Fernsehfilm) – Regie: Dick Lowry
- 1985: Eine demanzipierte Frau (Plenty) – Regie: Fred Schepisi
- 1987: Society (The Two Mrs. Grenvilles, Fernsehfilm) – Regie: John Erman
- 1987: Casualty (Fernsehserie, 1 Folge)
- 1987: Jim Bergerac ermittelt (Bergerac, Fernsehserie, 1 Folge)
- 1988: Hanna’s War – Regie: Menahem Golan
- 1989: Batman – Regie: Tim Burton
- 1989: The Bill (Fernsehserie, 1 Folge)
- 1990: Weißer Jäger, schwarzes Herz (White Hunter Black Heart) – Regie: Clint Eastwood
- 1990: Sherlock Holmes muß sterben (Hands of a Murderer, Fernsehfilm) – Regie: Stuart Orme
- 1990: Hamlet – Regie: Franco Zeffirelli
- 1992: Alien 3 – Regie: David Fincher
- 1993: Heißer Verdacht – Aktion Soko (Prime Suspect 3, Fernsehserie) – Regie: David Drury
- 1994: Royce (Fernsehfilm) – Regie: Rod Holcomb
- 1994: A Pinch of Snuff (Fernsehfilm) – Regie: Sandy Johnson
- 1995: Inspektor Morse, Mordkommission Oxford (Inspector Morse, Fernsehserie, 1 Folge)
- 1997: True Tilda (Fernsehfilm) – Regie: Ross Devenish
- 1997: Das fünfte Element (The Fifth Element) – Regie: Luc Besson
- 1997: Gerichtsmediziner Dr. Leo Dalton (Silent Witness, Fernsehserie, 2 Folgen)
- 2000: Am Anfang (In the Beginning, Fernsehfilm) – Regie: Kevin Connor
- 2002: Anazapta – Der schwarze Tod (Anazapta) – Regie: Alberto Sciamma
- 2001: The Bunker – Der Feind ist nicht dort draußen (The Bunker) – Regie: Rob Green
- 2002: Below – Regie: David Twohy
- 2003: Comic Relief 2003: The Big Hair Do (Fernsehfilm) – Regie: James Serafinowicz
- 2005: The Rotters’ Club (Fernsehfilm) – Regie: Tony Smith
- 2005: Wallace & Gromit: Auf der Jagd nach dem Riesenkaninchen (Wallace & Gromit: Curse of the Were-Rabbit) – Regie: Nick Park und Steve Box (Stimme)
- 2005: Goal – Lebe deinen Traum (Goal!) – Regie: Danny Cannon
- 2005: A Waste of Shame: The Mystery of Shakespeare and His Sonnets (Fernsehfilm) – Regie: John McKay
- 2006: Cargo – Regie: Clive Gordon
- 2006: Almost Heaven – Regie: Shel Piercy
- 2006: Flutsch und weg (Flushed Away) – Regie: David Bowers und Sam Fell (Stimme)
- 2006: New Tricks – Die Krimispezialisten (New Tricks, Fernsehserie, 1 Folge)
- 2008: MindFlesh – Regie: Robert Pratten
- 2009: Goal III – Das Finale (Goal! III) – Regie: Andrew Morahan
- 2012: George Gently – Der Unbestechliche (Inspector Gently, Fernsehserie, 1 Folge)
- 2013: Jack and the Giants (Jack the Giant Slayer) – Regie: Bryan Singer
- 2014: Guardians of the Galaxy – Regie: James Gunn
- 2014: Doctor Who (Fernsehserie, 1 Folge)
- 2015: Kommissar Wallander: Der Feind im Schatten (The Troubled Man)
- 2016: Hercules – Regie: Brett Ratner
- 2015: Wölfe (Wolf Hall, Fernsehserie, 2 Folgen)
- 2016: Lady Macbeth – Regie: William Oldroyd
- 2017: Taboo (Fernsehserie, 3 Folgen)
- 2017: Papillon – Regie: Michael Noer
- 2018: Vera – Ein ganz spezieller Fall (Vera, Fernsehserie, 1 Folge)
- 2019: Grantchester (Fernsehserie, 1 Folge)
- 2019: Iron Mask (Taina Petschati Drakona) – Regie: Oleg Steptschenko
- 2021: All My Friends Hate Me – Regie: Andrew Gaynord
- 2021: Mr. Zygielbojm – Regie: Ryszard Brylski
- 2022: Andor (Fernsehserie, 2 Folgen)
- 2023: Guardians of the Galaxy Vol. 3